# يكة منثية
يكة منثية (الاسم العلمي:Yucca declinata) هي نوع من النباتات تتبع جنس اليكة من الفصيلة الهليونية.